# Marco Missiroli
Marco Missiroli, né le 2 février 1981 à Rimini, est un romancier italien.

## Biographie
Marco Missiroli passe toute son enfance et adolescence à Rimini, où il est diplômé du lycée scientifique, après quoi il s'inscrit en sciences de la communication à l'Université de Bologne. En 2002, il suit des cours à la Scuola Holden de Cesena, sans grand succès. Il est diplômé en 2005. Son travail de fin d'études avait pour titre : L'objet culturel dans l'industrie italienne. Le cas de Monsieur M. ou les critères de publication d'un livre.
Son premier roman, Senza coda (Fanucci, 2005), reçoit en 2006 le Prix Campiello de la première œuvre ; ce récit raconte l'histoire « d'une enfance qui se mesure de manière angoissante au monde des adultes, à ses abus et à ses violences, franchissant la ligne d'ombre qui conduit à une maturité pensive ».
Le 22 mars 2007, il publie chez l'éditeur Guanda le roman Il buio addosso (prix Insula romana 2008).
Le 12 février 2009 paraît son troisième roman, Bianco (Guanda), qui remporte la XXVIIIe édition du Prix Comisso, le Prix Tondelli 2009 et le prix de la critique Ninfa-Camarina 2010.
Le 23 février 2012, il fait paraître son roman Le Génie de l'éléphant (Il senso dell'elefante) toujours chez Guanda. Après sa mise en vente en librairies, ce roman remporte le Prix Campiello, jury des littéraires 2012, le prix Vigevano - Lucio Mastronardi et le prix Bergamo. Il est traduit dans plusieurs langues.
Son roman suivant, Mes impudeurs (Atti osceni in luogo privato), paraît aux éditions Feltrinelli en février 2015.
Son roman Fedeltà (Chaque fidélité en français), publié en 2019, est finaliste du prix Strega 2019 ; il obtient le prix Strega Giovanni.
Marco Missiroli vit à Milan, où il travaille comme rédacteur en chef d'une revue de psychologie. Il écrit aussi pour la rubrique "Culture" du Corriere della Sera.

## Œuvres

### Romans
- Senza coda (2005, Fanucci)
- Il buio addosso (2007, Guanda)
- Bianco (2009, Guanda)
- Il senso dell'elefante (2012, Guanda) Publié en français sous le titre Le Génie de l'éléphant, traduit par Sophie Royère, Paris, Payot & Rivages, 2012, 248 p.  (ISBN 978-2-7436-2390-6)
- Atti osceni in luogo privato (2015, Feltrinelli) Publié en français sous le titre Mes impudeurs, traduit par Sophie Royère, Paris, Payot & Rivages, coll. « Littérature étrangère », 2016, 299 p.  (ISBN 978-2-7436-3627-2)
- Fedelta (2019, Einaudi), en français Chaque fidélité traduit par Nathalie Castagné, Paris, 2019, Calmann-Lévy, 270 p.
- Avere tutto (2022, Einaudi), en français Tout avoir traduit par Liliane Guillard, Paris, 2024, Calmann-Lévy, 199 p.